# سیات آتکا
سیات آتکا یک کراس‌اوور کامپکت (سگمنت سی) است که توسط خودروساز اسپانیایی سیات ساخته شده و اولین شاسی‌بلند این برند به‌شمار می‌آید. آتکا بر روی پلت‌فرم MQB A1 گروه فولکس‌واگن ساخته شده‌است و در بخش سی-اس‌یووی، بین آرونا و تاراکو در خط تولید کراس‌اوور اس‌یووی‌های سیات قرار دارد. مدل تولیدی سیات آتکا در ۱ مارس ۲۰۱۶ در بارسلون رونمایی شد.

## بررسی
ریشه‌های آتکا به خودروی مفهومی سیات آی‌بی‌ایکس که در نمایشگاه خودروی ژنو ۲۰۱۱ به نمایش گذاشته شد، و سپس به سیات ۲۰وی۲۰ کانسپت که در نمایشگاه خودروی ژنو ۲۰۱۵ به نمایش درآمد بر می‌گردد. مدل تولیدی این خودرو در مارس ۲۰۱۶ رونمایی شد و فروش آن از سپتامبر ۲۰۱۶ آغاز شد. مطابق با سنت دیرینه سیات در نامگذاری خودروهای خود به نام مکان‌های اسپانیایی، آتکا از نام دهکده آتکا در غرب ساراگوسا و در نزدیکی مقر سیات در بارسلون نامگذاری شده‌است.
به عنوان بخشی از سیاست گروه فولکس‌واگن مبنی بر ساخت مدل‌های مشابه با پلت‌فرم‌های مشترک در یک کارخانه برای کاهش هزینه‌ها، آتکا در اسپانیا تولید نمی‌شود؛ بلکه در خط تولید اشکودا در شهر کواسینی کشور جمهوری چک و در کنار اشکودا کاروک برای کاهش هزینه‌ها تولید می‌شود.
بالاترین مدل آتکا تیپ اکسلنس است. این مدل دارای صندلی‌های چرمی، صفحه‌نمایش لمسی هشت اینچی، رینگ‌های آلیاژی ۱۸ اینچی و قابلیت تنظیم حالت رانندگی که به شما امکان می‌دهد بین حالت‌های اسپرت، معمولی، اقتصادی، انفرادی، آفرود و برفی حالتی را برای رانندگی انتخاب کنید. تیپ اس‌ئی مدل میان‌رده بوده و تیپ اس مدل پایین‌رده است.

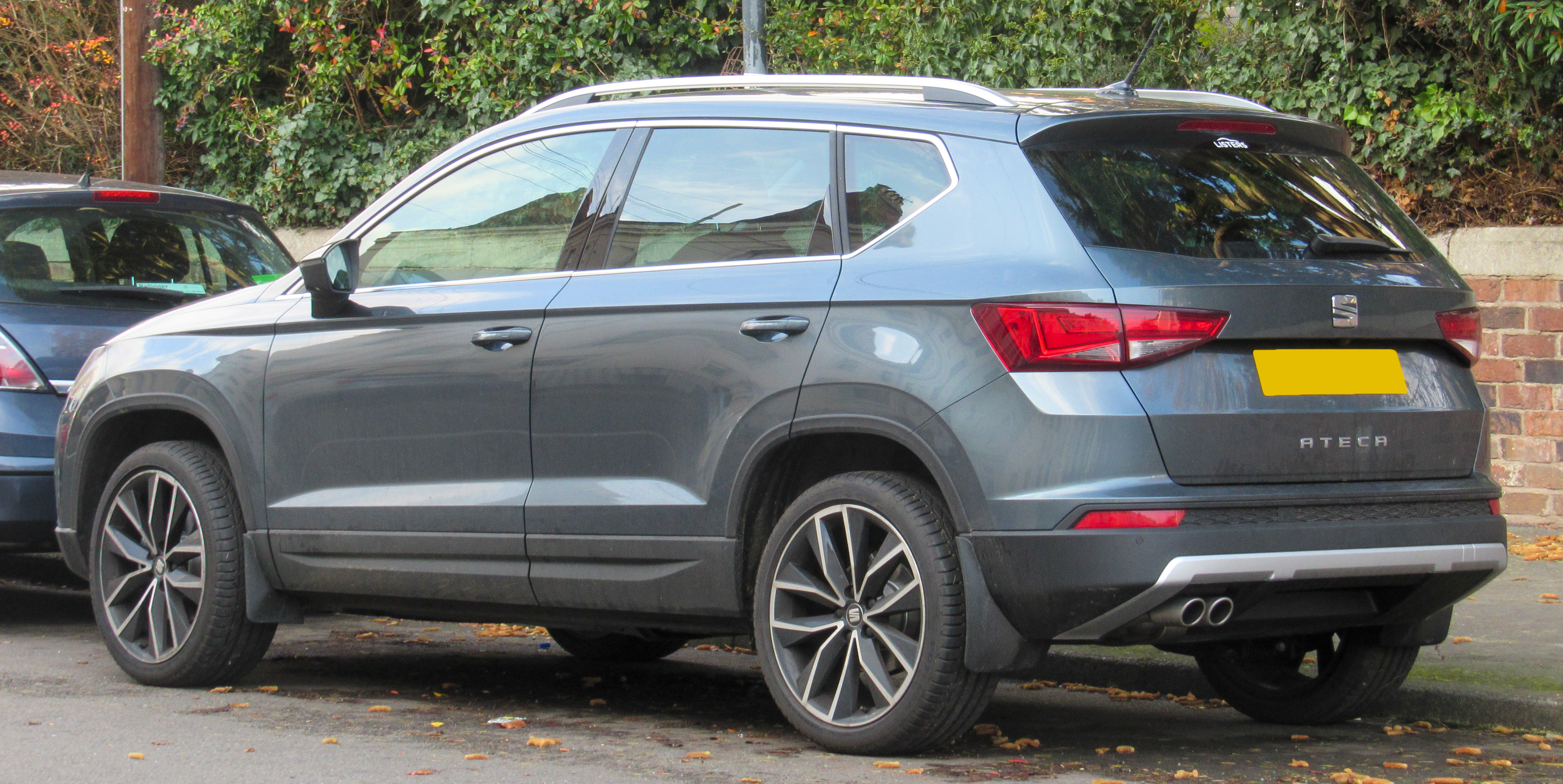
سیات آتکا اکسلنس (نمای عقب)
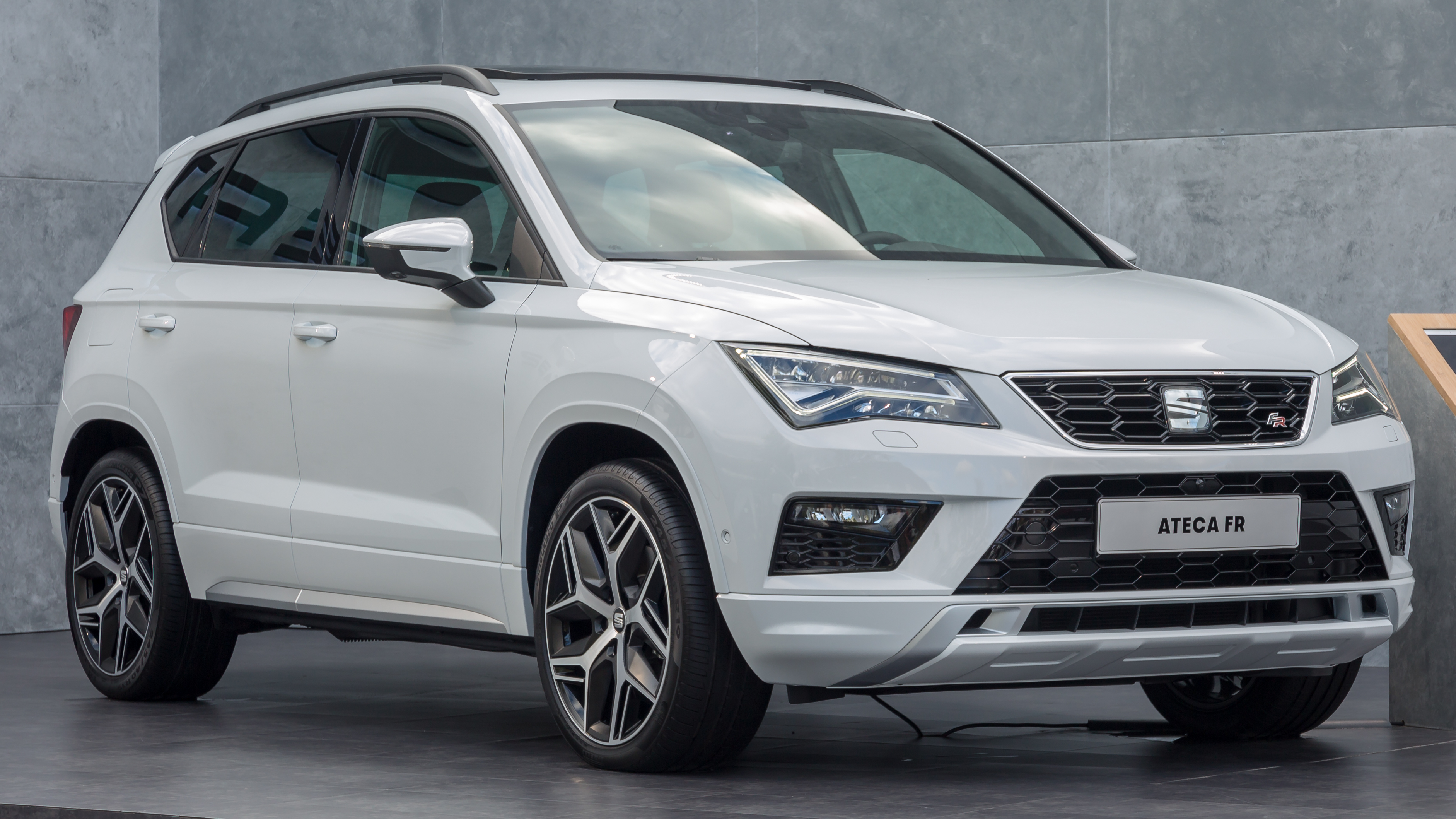
سیات آتکا اف‌آر
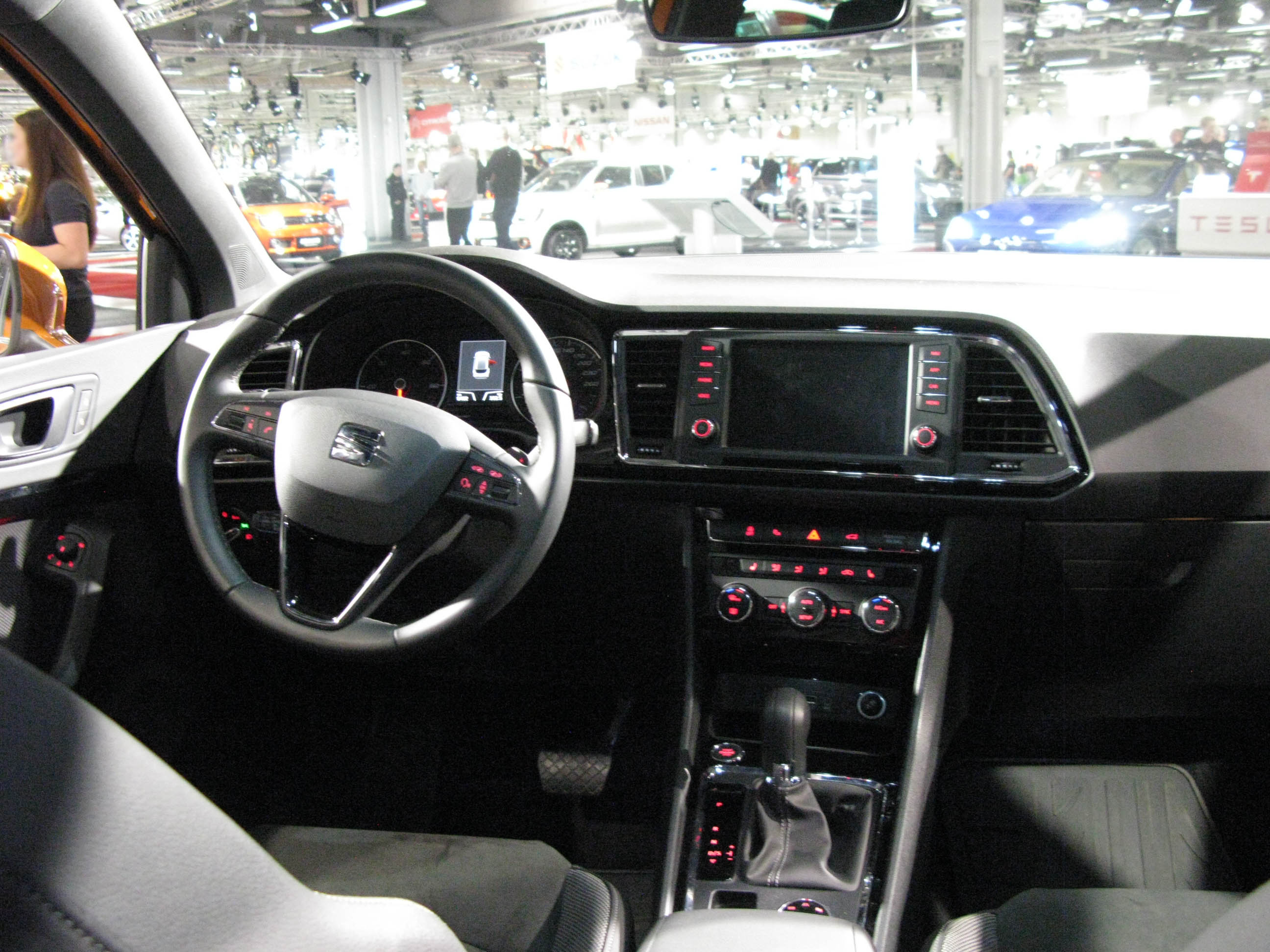
نمای داخلی

## فیس‌لیفت
مدل فیس‌لیفت آتکا در ژوئن ۲۰۲۰ معرفی شد. تغییرات نمای بیرونی نسبت به مدل قبلی آتکا شامل سپرهای بازطراحی‌شده، جلوپنجره و هواکش اصلاح‌شده، چراغ‌های جلو و عقب ال‌ئی‌دی جدید و یک جفت مه‌شکن بازطراحی‌شده‌است. چراغ‌های عقب طراحی مشابهی با مدل تاراکو دارند و دارای نشانگرهای متوالی در تیپ‌های اف‌آر و اکسپرینس هستند. طراحی نشان بزرگ آتکا با همان اسکریپت دست‌نویس موجود در پشت لئون جدید تعویض شده‌است.
در نمای داخلی، آتکای فیس‌لیفت شده دارای فرمان چرمی جدید، دستگیره‌های در به‌روز شده و انتخابی از طرح‌های جدید تودوزی است. همچنین صندلی راننده با قابلیت تنظیم برقی در هشت جهت، یک جفت درگاه یواس‌بی-سی جدید، سیستم نورپردازی محیطی چند رنگ و تشخیص صدا نیز در آن وجود دارند. آتکا سیستم اطلاعات سرگرمی ۸٫۲۵ اینچی را به صورت استاندارد و یک مدل بزرگ‌تر ۹٫۲ اینچی را به عنوان آپشن ارائه می‌دهد.

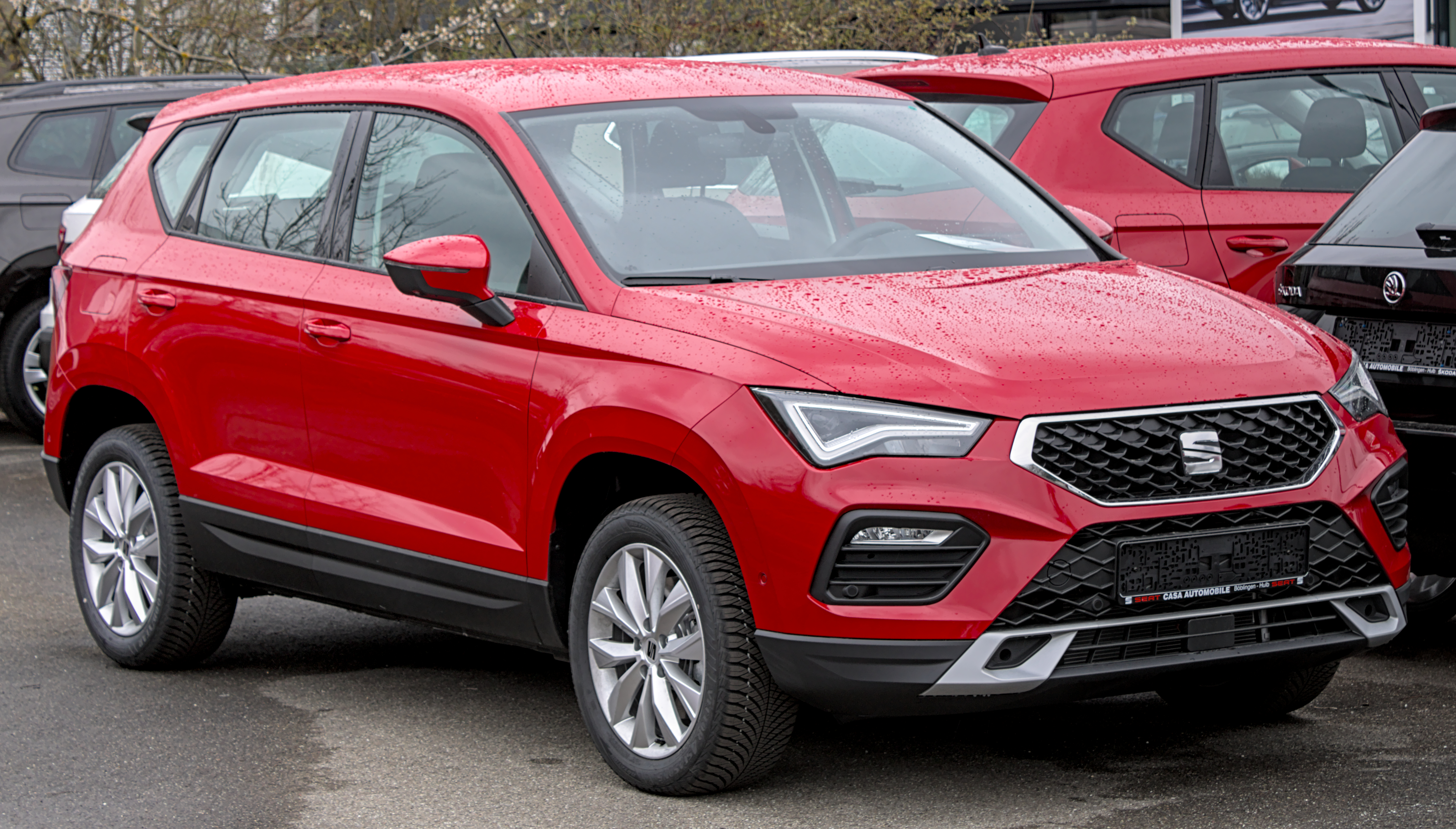
سیات آتکا ۲۰۲۱ (فیس‌لیفت)
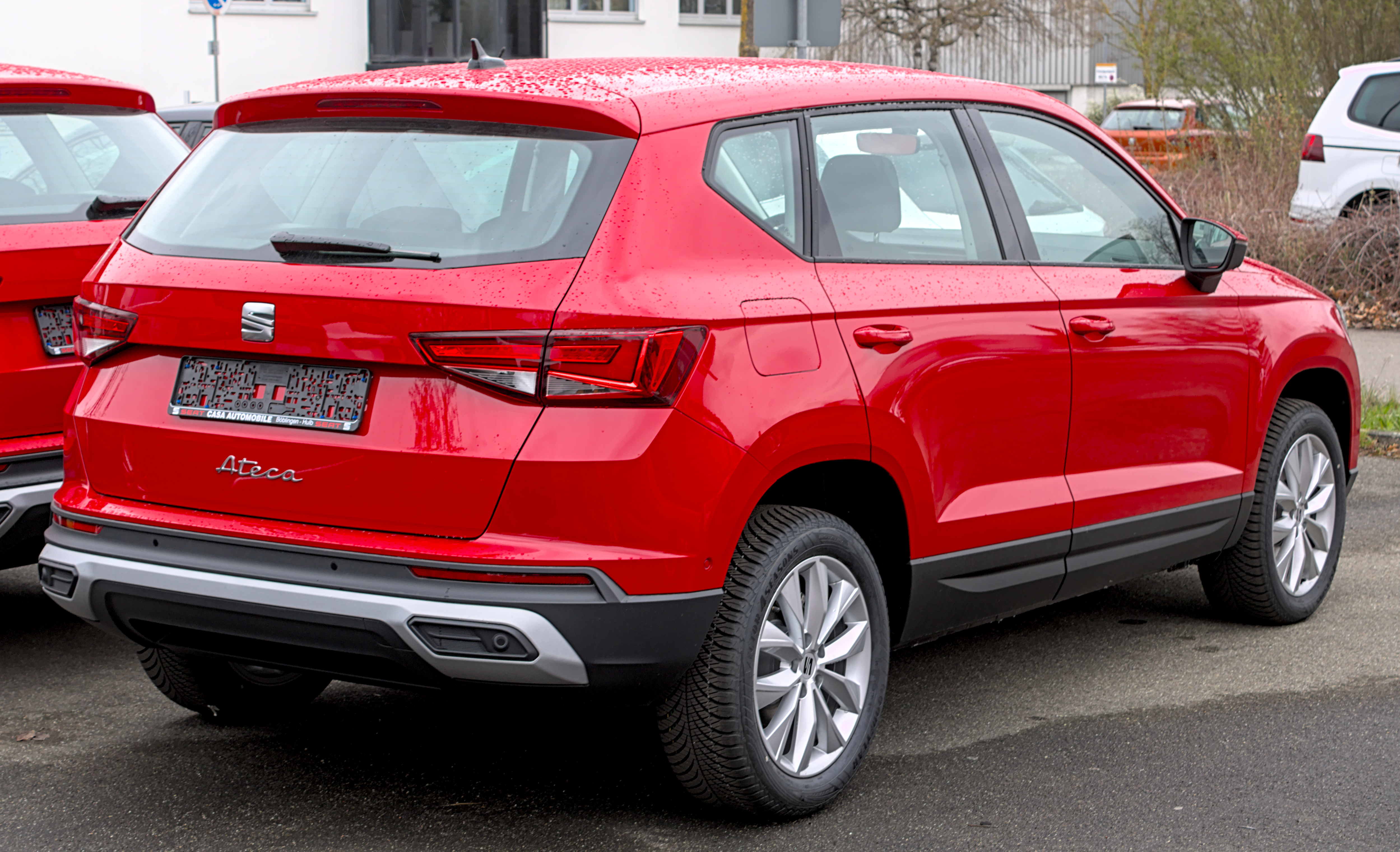
سیات آتکا ۲۰۲۱ (فیس‌لیفت)

## کوپرا آتکا
آتکا همچنین با برند جدید و عملکرد محور سیات به نام کوپرا فروخته می‌شود که خودروهای آن بر اساس مدل‌های موجود سیات ساخته شده‌اند؛ در نتیجه، در این خودرو نشان سیات به‌نفع نشان کوپرا کنار گذاشته شده‌است. این خودرو دارای سپرهای جلو و عقب بازطراحی شده، لوله‌های اگزوز چهارگانه و جزئیات مشکی پیانویی در چندین عنصر بیرونی، از جمله آینه‌های بال، قالب‌های جانبی، رینگ‌ها و جلوپنجره است.
کوپرا آتکا دارای یک موتور ۲٫۰ لیتری توربوشارژر بنزینی با توان ۳۰۰ اسب بخار متری (۲۲۱ کیلووات؛ ۲۹۶ اسب بخار) است و با جعبه‌دنده ۷ سرعته دوکلاچه دی‌اس‌جی، سیستم چهار چرخ محرک ۴درایو و سیستم تعلیق تطبیقی جفت می‌شود. سیات ادعا می‌کند که این ترکیب می‌تواند این اس‌یووی جمع و جور را در عرض ۵٫۴ ثانیه از ۰–۱۰۰ کیلومتر بر ساعت (۰–۶۲ مایل بر ساعت) برساند و به حداکثر سرعت ۲۴۵ کیلومتر بر ساعت (۱۵۲ مایل بر ساعت) دست یابد. این خودرو می‌تواند در حالت‌های مختلفی کار کند، از جمله تنظیمات جدید «کوپرا» که سیستم‌تعلیق را سفت‌تر می‌کند و صدای موتور بیشتری را به داخل کابین می‌رساند.
به‌طور استاندارد، تمام مدل‌های کوپرا آتکا به رینگ‌های آلیاژی ۱۹ اینچی، صندلی‌های آلکانترای مشکی، دسته ابزار دیجیتال، شارژر بی‌سیم تلفن، صفحه نمایش لمسی هشت اینچی و کنترل شاسی پویا مجهز است. کیت اختیاری شامل سیستم صوتی بیتس الکترونیکس، رینگ و لاستیک ۲۰ اینچی، سقف پانوراما و یدک‌کش نیز برای آن در دسترس است.

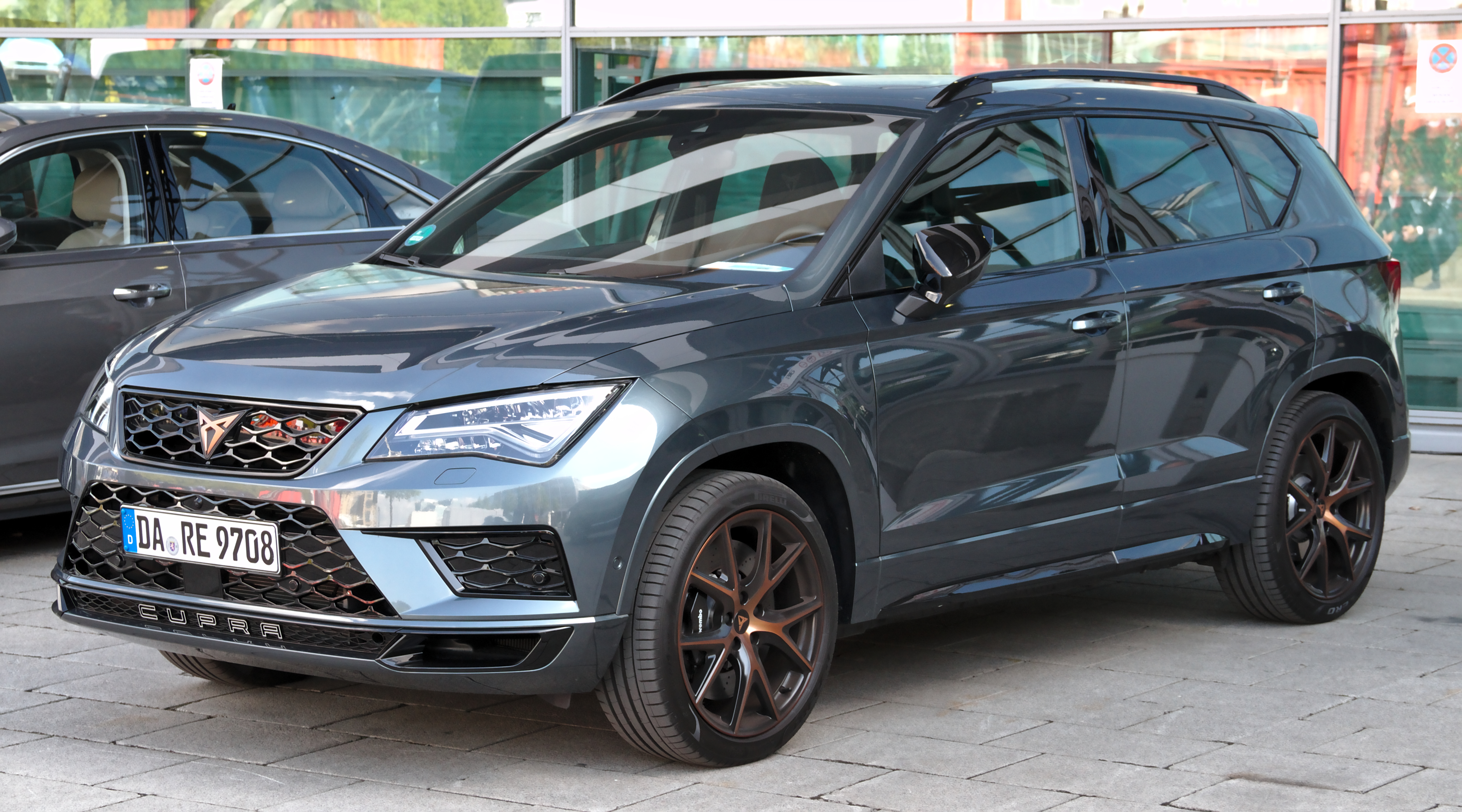
کوپرا آتکا پرفورمنس
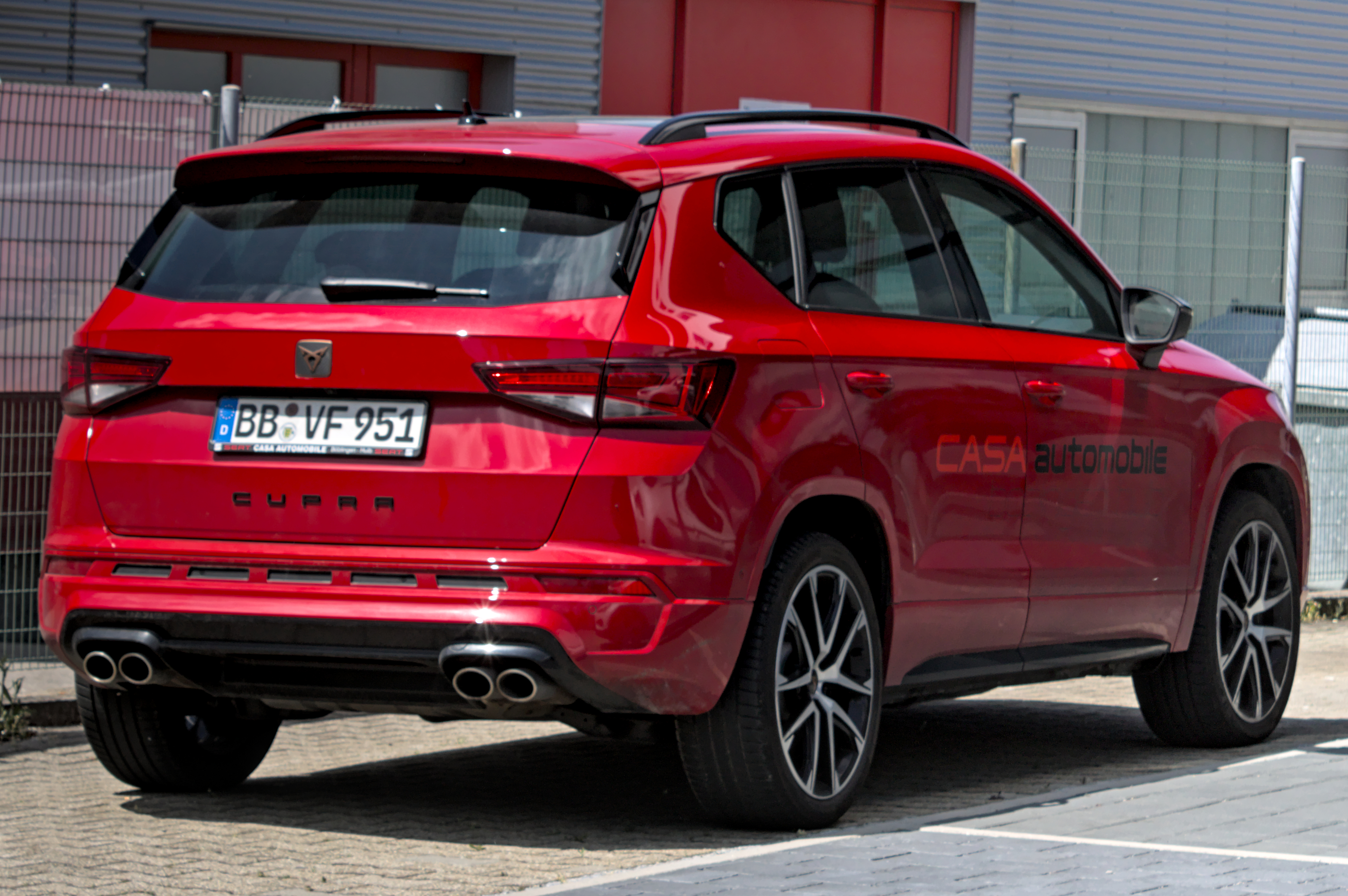
نمای عقب
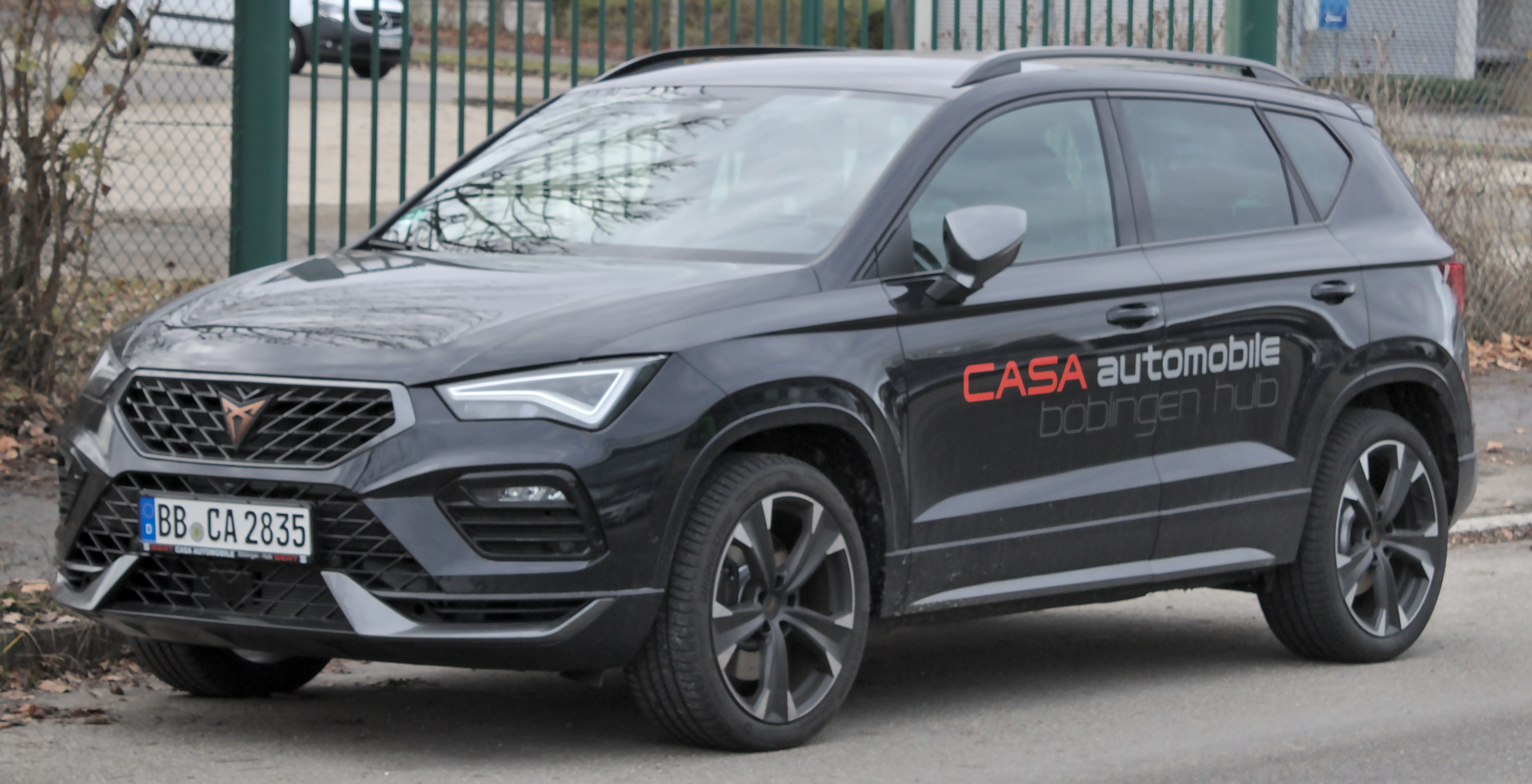
کوپرا آتکا ۲۰۲۱ (فیس‌لیفت)
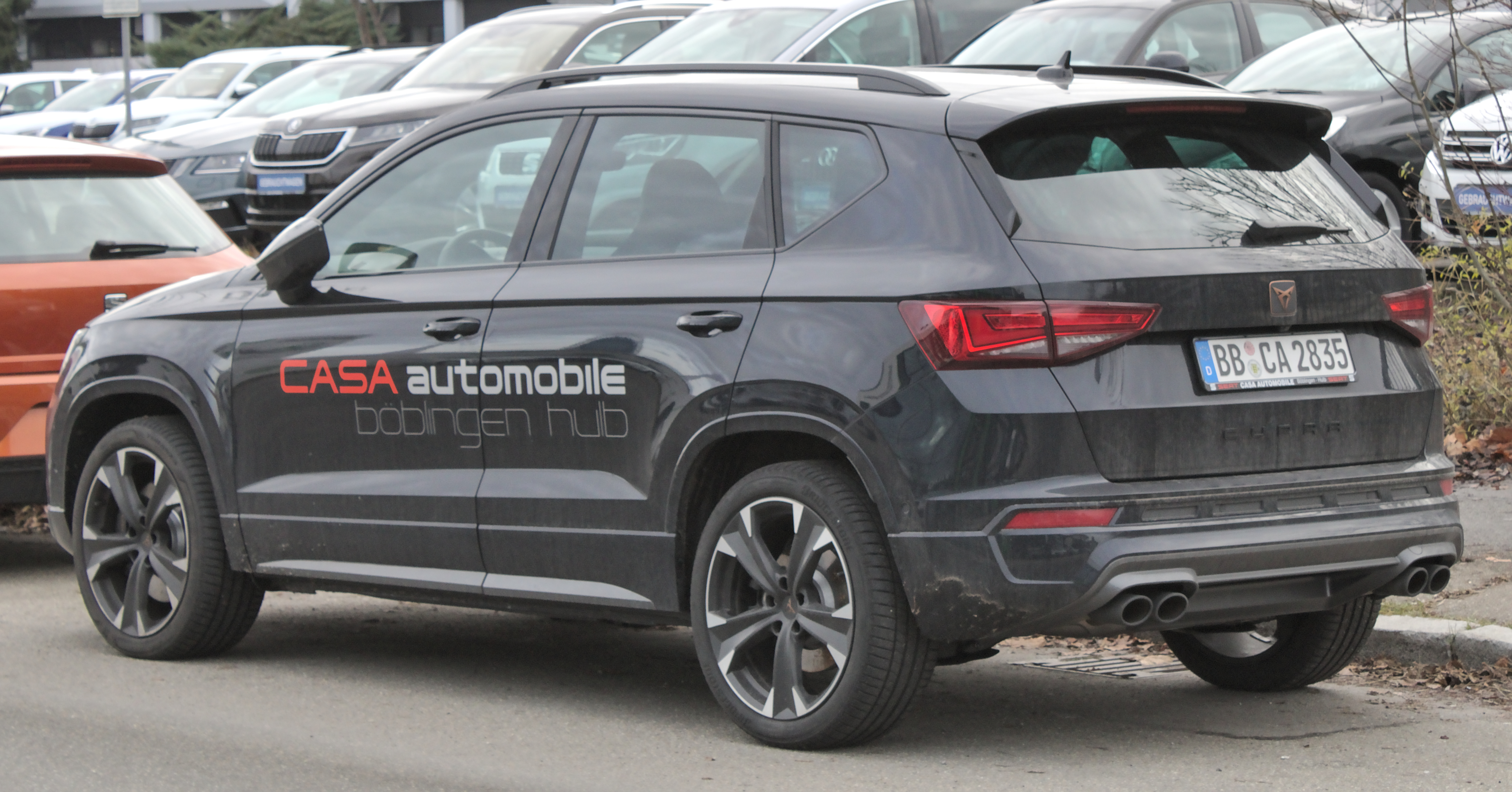
کوپرا آتکا ۲۰۲۱ (فیس‌لیفت)

## پیشرانه
موتور پایه مدل بنزینی یک موتور ۱٫۰ لیتری سه سیلندر توربوشارژر است که ۱۱۵ اسب بخار متری (۸۵ کیلووات؛ ۱۱۳ اسب بخار) قدرت تولید می‌کند. موتور بنزینی دیگر موجود ۱٫۵ لیتری EcoTSI با قدرت ۱۵۰ اسب بخار متری (۱۱۰ کیلووات؛ ۱۴۸ اسب بخار) است که با فولکس‌واگن گلف و سیان لئون مشترک است و قادر است برخی سیلندرها را برای صرفه‌جویی در مصرف سوخت در مواقعی که لازم نیست غیرفعال کند. موتورهای دیزل شامل مدل ۱٫۶ لیتری با قدرت ۱۱۵ اسب بخار متری (۸۵ کیلووات؛ ۱۱۳ اسب بخار) و انتشار کربن دی‌اکسید ۱۱۲ گرم در کیلومتر، که فقط در مدل دیفرانسیل جلو قابل انتخاب است و همچنین موتور ۲٫۰ لیتری که با دو توان خروجی ارائه می‌شود: ۱۵۰ اسب بخار متری (۱۱۰ کیلووات؛ ۱۴۸ اسب بخار) و ۱۹۰ اسب بخار متری (۱۴۰ کیلووات؛ ۱۸۷ اسب بخار). قوی‌ترین مدل دیزل با سیستم چهار چرخ متحرک ۱۳۱ گرم کربن دی‌اکسید در ۱۰۰ کیلومتر تولید می‌کند.
مدل‌های چهار چرخ متحرک آتکا ۴درایو نام دارند و در تیپ اکسلنس به دو موتور دیزلی سطح بالا با قدرت‌های ۱۵۰ اسب بخار متری (۱۱۰ کیلووات؛ ۱۴۸ اسب بخار) و ۱۹۰ اسب بخار متری (۱۴۰ کیلووات؛ ۱۸۷ اسب بخار) محدود می‌شوند گیربکس ۷ سرعته دی‌اس‌جی در این موتورهای دیزلی موجود است.
| مدل                             | حجم موتور      | قدرت                                          | گشتاور                       | جعبه‌دنده                       |
| ------------------------------- | -------------- | --------------------------------------------- | ---------------------------- | ------------------------------ |
| موتورهای بنزینی                 |                |                                               |                              |                                |
| 1.0 EcoTSI 115                  | ۹۹۹ سی‌سی آی۳   | ۱۱۵ اسب بخار متری (۸۵ کیلووات؛ ۱۱۳ اسب بخار)  | ۲۰۰ نیوتن متر (۱۴۸ پوند-فوت) | ۶ سرعته دستی                   |
| 1.5 EcoTSI 150                  | ۱۴۹۸ سی‌سی آی۴  | ۱۵۰ اسب بخار متری (۱۱۰ کیلووات؛ ۱۴۸ اسب بخار) | ۲۵۰ نیوتن متر (۱۸۴ پوند-فوت) | ۶ سرعته دستی یا ۷ سرعته دی‌اس‌جی |
| 2.0 EcoTSI 190 4Drive           | ۱۹۸۴ سی‌سی آی۴  | ۱۹۰ اسب بخار متری (۱۴۰ کیلووات؛ ۱۸۷ اسب بخار) | ۳۲۰ نیوتن متر (۲۳۶ پوند-فوت) | ۷ سرعته دی‌اس‌جی                 |
| 2.0 EcoTSI 4Drive (Cupra Ateca) | ۱۹۸۴ سی سی آی۴ | ۳۰۰ اسب بخار متری (۲۲۱ کیلووات؛ ۲۹۶ اسب بخار) | ۴۰۰ نیوتن متر (۲۹۵ پوند-فوت) | ۷ سرعته دی‌اس‌جی                 |
| موتورهای دیزلی                  |                |                                               |                              |                                |
| 1.6 TDI 115                     | ۱۵۹۸ سی‌سی آی۴  | ۱۱۵ اسب بخار متری (۸۵ کیلووات؛ ۱۱۳ اسب بخار)  | ۲۵۰ نیوتن متر (۱۸۴ پوند-فوت) | ۶ سرعته دستی یا ۷ سرعته دی‌اس‌جی |
| 2.0 TDI 150 SCR 4Drive          | ۱۹۶۸ سی‌سی آی۴  | ۱۵۰ اسب بخار متری (۱۱۰ کیلووات؛ ۱۴۸ اسب بخار) | ۳۲۰ نیوتن متر (۲۳۶ پوند-فوت) | ۶ سرعته دستی یا ۷ سرعته دی‌اس‌جی |
| 2.0 TDI 190 SCR 4Drive          | ۱۹۶۸ سی‌سی آی۴  | ۱۹۰ اسب بخار متری (۱۴۰ کیلووات؛ ۱۸۷ اسب بخار) | ۴۰۰ نیوتن متر (۲۹۵ پوند-فوت) | ۷ سرعته دی‌اس‌جی                 |

## ایمنی
آتکا در سال ۲۰۱۶ از یورو ان‌سی‌ای‌پی ۵ ستاره ایمنی دریافت کرد.
آتکا ساخت جمهوری چک در ابتدایی‌ترین پیکربندی برای کشورهای آمریکای لاتین که دارای ۷ کیسه هوا است، ۵ ستاره ایمنی برای سرنشینان بزرگسال، ۵ ستاره ایمنی برای کودکان نوپا، و جایزه پیشرفته را در سال ۲۰۱۷ از لاتین ان‌سی‌ای‌پی دریافت کرد.

## آمار تولید و فروش
| سال  | فروش   | فروش  | تولید  |
| سال  | اروپا  | مکزیک | تولید  |
| ---- | ------ | ----- | ------ |
| ۲۰۱۶ | ۲۲۹۲۸  |       | 35,833 |
| ۲۰۱۷ | ۷۴۶۹۲  |       | 77,483 |
| ۲۰۱۸ | ۷۱۶۶۶  | 1286  | 90,824 |
| ۲۰۱۹ | ۹۰٬۲۹۱ | 1,328 | 98,397 |
| ۲۰۲۰ | ۷۰٬۴۰۸ | 1,135 |        |
| ۲۰۲۱ | ۶۲٬۴۴۹ | 1,555 |        |
| ۲۰۲۲ |        | 1,333 |        |

1. ↑  اروپا: اتحادیه اروپا + بریتانیا + سوئیس + نروژ + ایسلند